# Eugenio Fascetti
Eugenio Fascetti (né le 23 octobre 1938 à Viareggio en Toscane) est un joueur (milieu de terrain) devenu entraîneur de football italien.
Il est actuellement commentateur sportif.

## Biographie

### Joueur
En tant que joueur, il a porté les couleurs des clubs de la Juventus (y jouant sa première confrontation le 20 novembre 1960 lors d'une victoire en Serie A 3-0 contre Bologne), de la Lazio et de Bologna, avant de terminer sa carrière dans l'équipe de sa ville natale, le Football Club Esperia Viareggio.

### Commentateur sportif
Depuis 2008, il participe en tant que consultant à l'émission sportive italienne 90º minuto Serie B, avec l'ancien joueur Vincenzo D'Amico.

## Palmarès

### Joueur
| Juventus - Championnat d'Italie (1) : - Champion : 1960-61. |  | Messine - Serie B (1) : - Champion : 1962-63. |

### Entraîneur
| Torino - Serie B (1) : - Champion : 1989-90. |  | Varèse - Serie C (1) : - Champion : 1979-80. |

### Individuel
- Panchina d'oro (1) :
  - Vainqueur : 2003.